# Otto Dix
Otto Dix (Untermhaus, cerca de Gera, Alemania, 2 de diciembre de 1891-Singen (Hohentwiel), id, 25 de julio de 1969) fue un pintor de la Nueva Objetividad y el Expresionismo alemanes.
Su trabajo pictórico abarca una gran diversidad de estilos, aunque el gran público conoce, principalmente, sus pinturas sobre la guerra. Dibujante excepcional, dejó 500 bocetos y diversos retratos, además de lienzos y acuarelas, que evocan la época renacentista. La mayor parte de su obra se halla expuesta en el Museo de Arte de Stuttgart.

## Infancia y juventud
Su padre, Franz Dix, trabajaba de forjador de hierro en una herrería. Su madre, Louise, era una enamorada del arte y la música. En este ambiente creció Otto Dix, quien siempre se consideró hijo de obreros, pero desde luego no una persona inculta y sin recursos.
Durante su época escolar, su profesor de dibujo, Ernst Schunke, fue quien alentó al joven Dix, que, más tarde, en 1905 y hasta 1909 continuaría su formación junto al pintor decorativo Carl Senff. Sin embargo, Senff rehúsa apoyar a su aprendiz en sus primeros pasos artísticos, al tiempo que le augura un futuro no muy brillante en el mundo del arte. El principado de Reuβ (pequeño estado al este de Alemania, cuya capital era Gera) le concede una beca, gracias a la cual pudo realizar sus estudios superiores en la Escuela de Arte de Dresde (1909-1914), de la mano de profesores como Johann Nikolaus Türk y Richard Guhr. Allí, Otto Dix entra en contacto con la tradición de los pintores renacentistas alemanes. En 1914 realiza su propio autorretrato. En esta época, Dix experimenta con el Cubismo, el Futurismo y, más adelante, con el Dadaísmo.

## La Primera Guerra Mundial y la República de Weimar
Cuando empezó la Primera Guerra Mundial, Otto Dix se alistó como voluntario en el Ejército alemán. Fue asignado a un regimiento de artillería de campaña en Dresde. En el otoño de 1915, fue asignado como suboficial de una unidad de ametralladoras en el Frente Occidental y tomó parte en la Batalla del Somme. En noviembre de 1917, su unidad fue transferida al Frente Oriental hasta el cese de hostilidades con Rusia y en febrero de 1918 estaba estacionado en Flandes. De vuelta al Frente Occidental, luchó en la Kaiserschlacht. Ganó la Cruz de Hierro de segunda clase y alcanzó el rango de Vizefeldwebel. En agosto del mismo año fue herido en el cuello, poco tiempo después tomó lecciones de vuelo. Se le dio de baja en diciembre de 1918.
Dix fue profundamente afectado por el horror de la guerra, posteriormente descrito como una pesadilla recurrente en la cual él se arrastraba a través de casas destruidas. Representó sus traumáticas experiencias en muchas obras posteriores, incluyendo un portafolio de 50 grabados titulado Der Krieg (La Guerra), publicado en 1924. 
A su regreso a Dresde, funda en 1919, junto al también expresionista Conrad Felixmüller (1897-1977), el Dresdner Secession Gruppe 1919, un grupo radical de escritores y pintores expresionistas y dadaístas, con quienes realizará, en 1920, diversos collages de carácter crítico, en su mayoría, sobre la sociedad. El horror que durante la guerra se vio forzado a vivir en primera persona, le dejó, sin duda, una profunda huella que marcó, de manera evidente, toda su obra. Dos años más tarde, Dix se traslada a Düsseldorf. Allí, se une al grupo de artistas Das Junge Rheinland y tan sólo un año después, en 1923, contrae matrimonio con Martha Koch fruto del cual nacieron tres hijos. Entre 1925 y 1927, Otto Dix reside y trabaja nuevamente en Berlín, ciudad en la que su pintura alcanza las cotas más altas de criticismo y análisis de toda su trayectoria artística, influido principalmente por la corriente de la Nueva Objetividad. En 1927, Otto Dix consigue la cátedra en la Academia de Arte de Dresde.

## Nacionalsocialismo
Tras la llegada al poder de los nacionalsocialistas en 1933, Dix fue uno de los primeros catedráticos de arte en ser destituidos por el régimen. Justo ese mismo año, Dix inició lo que puede considerarse como un «éxodo interior» por el suroeste de Alemania, que le llevó primero a Randegg (1933), y más tarde a Hemmenhofen, junto al Lago Constanza (1936), donde estableció su residencia. Allí, Dix retrató el paisaje de Hegau. A partir de 1937, los nacionalsocialistas lo tildaron de «artista degenerado» y difamaron su obra tachándola de «sabotaje al espíritu militar de las fuerzas armadas». Además, le fueron confiscadas 260 obras que se hallaban expuestas por toda Alemania. Algunas de estas obras fueron vendidas, mientras que otras fueron, al final, quemadas en una hoguera. Pero ni aun con estas medidas lograron restarle ni un ápice de notoriedad a la figura de Dix: mientras los nacionalsocialistas exhibieron la difamatoria exposición Arte Degenerado por toda Alemania, dos de las obras de Dix fueron expuestas en su ciudad natal, Gera, con motivo de la celebración de su 700.º aniversario. Sin embargo, estas obras fueron retiradas al cabo de dos semanas por orden expresa de los altos mandos nacionalsocialistas.
En 1938, la Gestapo le detuvo, acusándole de tomar parte en el atentado contra Hitler en Múnich y, por ello, fue encarcelado durante dos semanas. Sin embargo, durante estos dificilísimos años, Dix recibió uno de los encargos más importantes para su carrera artística: el magistral retrato que Dix realizó, a petición de un importante fabricante de cerveza, de San Cristóbal mártir. En 1945, no obstante, fue llevado de nuevo al frente y, finalmente, hecho prisionero por los franceses. Tras ser puesto en libertad en 1946, Otto Dix regresó, por fin, a su casa de Hemmenhofen.

## Sus últimos años tras la guerra
Después de la guerra y hasta el día de su muerte, Otto Dix es incapaz de encontrar su lugar en ninguna de las dos corrientes artísticas —cada vez más alejadas entre sí— que predominan en los dos estados alemanes. No se identifica ni con el Realismo Socialista de la RDA, ni con el Arte Abstracto de posguerra de la República Federal Alemana. No obstante, en ambas Alemanias, sus obras alcanzan un gran reconocimiento y recibe múltiples homenajes.
Entre 1947 y 1966, Dix realiza anualmente visitas a Dresde por motivos de trabajo. En 1959 se le otorga la Cruz del Mérito Federal  —premio compartido con el escritor y filósofo Ernst Jünger— y es, también, propuesto para recibir el Premio Nacional de la RDA, a petición de la asociación cultural de Gera en 1950.
En los años sesenta, Dix organiza numerosas exposiciones y consigue varios premios en ambas partes de Alemania. En 1966, coincidiendo con su 75.º cumpleaños, obtiene el premio Alfred-Lichtwark y el Martin-Andersen-Nexö y, además, es nombrado ciudadano honorario de Gera.
En 1967 se le hace entrega del premio Hans-Thoma, y en 1968 recibe el premio Rembrandt de la fundación Goethe en Salzburgo.
Otto Dix fallece el 25 de julio de 1969 tras sufrir un segundo ataque de apoplejía en la ciudad de Singen, situada a las faldas de la montaña Hohentwiel. Su tumba se encuentra en Hemmenhofen.